# چارلز بولدن
چارلز فرانک بولدن جونیور (به انگلیسی: Charles Frank Bolden, Jr) (زادهٔ ۱۹ اوت ۱۹۴۶) مدیر سابق ناسا، او بازنشسته ارتش تفنگداران دریایی ایالات متحده آمریکا و به‌طور کلی فضانورد ناسا بوده‌است.